# Tibangara
Tibangara is een geslacht van hooiwagens uit de familie Gonyleptidae.
De wetenschappelijke naam Tibangara is voor het eerst geldig gepubliceerd door Mello-Leitão in 1940. 

## Soorten
Tibangara is monotypisch en omvat slechts de volgende soort:
- Tibangara nephelina